# Axegrinder
Axegrinder war eine englische Thrash-Metal- und Crustcore-Band aus London, die im Jahr 1986 gegründet wurde und sich 1989 wieder auflöste.

## Geschichte
Die Band wurde im Jahr 1986 gegründet, nachdem sich die Band Tyrants of Hate aufgelöst hatte. Diese hatte nur drei Auftritte, wobei der letzte als Vorband für Antisect war. Auf diesem Konzert konnte die Gruppe jedoch nur eineinhalb Lieder spielen, bevor der Auftritt durch einen Aufruhr abgebrochen werden musste. Durch diesen Vorfall entschied die Band, sich von der Anarcho-Punk-Szene abzuwenden und eine neue Band zu gründen. Axegrinder bestand aus denselben Mitgliedern wie Tyrants of Hate, außer Pete, welcher der zweite Sänger war. Sänger der Band war Trevor, Steve Alton spielte die E-Gitarre, Matt Sheath den Bass und Jerry „Jel“ Baker das Schlagzeug. Nach ihrem ersten Auftritt in einem Pub in Wimbledon begab sich die Band gegen Ende des Jahres 1986 in die Reel to Reel Studios, um ihr erstes Demo Grind the Enemy aufzunehmen, das sieben Lieder umfasste. Nach der Veröffentlichung des Demos verließ Schlagzeuger Baker die Band und wurde durch Darryn Garlinge ersetzt. Danach begannen die Pläne, ein Live-Demo zu veröffentlichen, das Aufnahmen aus dem William Morris Club in Wimbledon enthielt. Das Demo erschien im Jahr 1988 unter dem Namen The Squat Tape. Durch das Demo wurde Paul „Hammy“ Halmshaw von Peaceville Records auf die Band aufmerksam. Nach der Zusendung eines weiteren Demos nahm er die Band unter Vertrag. Diese war dann auf der Kompilation A Vile Peace enthalten. Anfangs war nur eine Split-Veröffentlichung mit Winter of Torment geplant. Da diese sich jedoch vorher aufgelöst hatte, konnte Axegrinder ein ganzes Album aufnehmen. Rise of the Serpent Men wurde im Mai 1988 in den Lion Studios in Leeds aufgenommen. Das Album wurde von der Band und Halmshaw mehrfach abgemischt und im August fertiggestellt. Das Cover des Albums wurde von Jeff Walker (Carcass) gestaltet. Nach der Veröffentlichung des Albums kam Cliff Evans als zweiter Gitarrist hinzu. Die Veröffentlichung eines zweiten Albums war geplant, erfolgte jedoch nie, da sich Axegrinder im Jahr 1989 nach einem schlecht besuchten Auftritt in Islington zusammen mit Electro Hippies aufgelöst hatte.

## Musikstil und Texte
Die Band gibt Gruppen wie Celtic Frost, Hellbastard, Black Sabbath und Antisect (vor allem das Album Out from the Void) als ihre Haupteinflüsse an. Im weiteren Geschichtsverlauf wurden die Einflüsse von Thrash-Metal-Bands wie Slayer und Voivod immer deutlicher. Textlich stehen die Lieder dem Anarcho-Punk näher, entsprechend werden Themen wie Vegetarismus oder die Ablehnung von Krieg und Religion behandelt. Auf Rise of the Serpent Men orientierte sich die Band stark an der Gruppe Amebix.

## Diskografie
- 1986: Grind the Enemy (Demo, Eigenveröffentlichung)
- 1988: The Squat Tape (Demo, Eigenveröffentlichung)
- 1988: The Rise of the Serpent Men (Album, Peaceville Records)
- 1990: Acknowledge the Confusion Master / Rise of the Serpent Men (Split mit Prophecy of Doom, Deaf Records)